# مطار كاليكوت الدولي
مطار كاليكوت الدولي (إياتا: CCJ، إيكاو: VOCL) هو مطار دولي يقع في مالابورام. في ولاية كيرلا بالهند، تأسس في 1988. يقع على بعد 28 كم (17 ميل) من كوزيكود و 25 كم (16 ميل) من مالابورام. افتتح المطار في 13 أبريل 1988. المطار قاعدة لشركة طيران الهند إكسبريس. أصبح المطار دولي في 2 فبراير 2006.

## شركات الطيران والوجهات

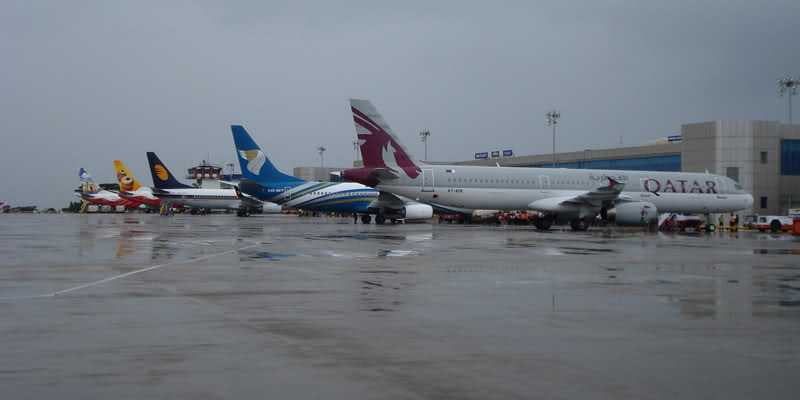
منظر المطار

| شركـات طيـران         | الوجهات |
| --------------------- | --- |
| العربية للطيران       | مطار أبو ظبي الدولي، مطار الشارقة الدولي |
| طيران الهند           | مطار تشاتراباتي شيفاجي الدولي |
| طيران الهند إكسبريس   | مطار أبو ظبي الدولي، مطار العين الدولي، مطار البحرين الدولي، مطار الملك فهد الدولي، مطار حمد الدولي، مطار دبي الدولي، مطار الملك عبد العزيز الدولي، مطار كوتشين، مطار الكويت الدولي، مطار مسقط الدولي، مطار رأس الخيمة الدولي، مطار الملك خالد الدولي، مطار صلالة، مطار الشارقة الدولي، مطار تريفاندروم الدولي |
| فلاي دبي              | مطار دبي الدولي |
| طيران ناس             | مطار الملك خالد الدولي |
| طيران الخليج          | مطار البحرين الدولي |
| خطوط إنديقو           | مطار كيمبيغودا الدولي، مطار تشيناي الدولي، مطار الملك فهد الدولي، مطار أنديرا غاندي الدولي، مطار دبي الدولي، مطار راجيف غاندي الدولي، مطار الملك عبد العزيز الدولي، مطار تشاتراباتي شيفاجي الدولي |
| الطيران العماني       | مطار مسقط الدولي، مطار صلالة |
| الخطوط الجوية القطرية | مطار حمد الدولي |
| طيران السلام          | مطار صلالة |
| سبايس جيت             | مطار دبي الدولي، مطار الملك عبد العزيز الدولي |